# Francis Kearney

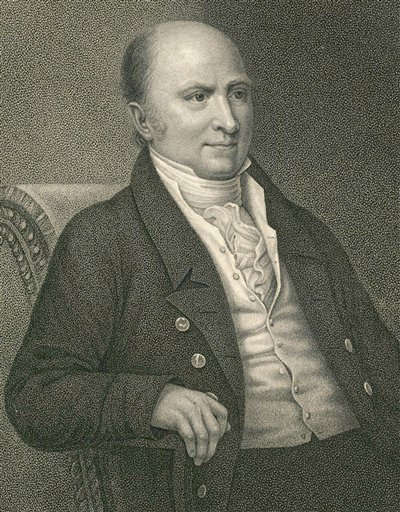
Retrato de John Quincy Adams

Francis Kearney o Francis Kearny (Perth Amboy, 1785-Perth Amboy, 1837) fue un litógrafo y grabador estadounidense.